# Phreatia biechinata
Phreatia biechinata är en orkidéart som beskrevs av Paul Ormerod. Phreatia biechinata ingår i släktet Phreatia och familjen orkidéer. Inga underarter finns listade i Catalogue of Life.